# Moerasdikbekje
Het moerasdikbekje (Sporophila palustris) is een zangvogel uit de familie Thraupidae (tangaren). Het is een bedreigde vogelsoort uit Zuid-Amerika. De vogel werd in 1883 geldig beschreven door de Amerikaanse ornitholoog Walter B. Barrows als Spermophila palustris.

## Kenmerken
De vogel is 10 cm lang. Het is een zaadeter met een opvallend verenkleed. Het mannetje heeft witte wangen, keel en bovenborst. Dit wit contrasteert sterk met de donkere, kastanjebruine borst en buik. De stuit is ook kastanjebruin en de bovendelen zijn verder grijs van kleur; de vleugels zijn iets donkerder. Het vrouwtje is minder opvallend: grijs en bruin gestreept en lastig te onderscheiden van de andere soorten dikbekjes.

## Verspreiding en leefgebied
Deze soort komt voor in Paraguay, zuidelijk Brazilië, Uruguay en noordoostelijk Argentinië. De vogel broedt in natuurlijke graslanden die gedurende de zomer op het Zuidelijk Halfrond onder water staan en daaromheen gelegen moerasgebieden. Buiten de broedtijd verblijven de vogels ook in droge graslanden.

## Status
De grootte van de populatie werd in 2017 door BirdLife International geschat op 600-1700 individuen en de populatie-aantallen nemen af door habitatverlies. Het leefgebied wordt aangetast door overbegrazing of gebieden worden drooggelegd voor ander agrarisch gebruik zoals het planten van productiebossen. Daarnaast wordt de vogel in bepaalde delen van Argentinië veel gevangen voor de kooivogelhandel. Om deze redenen staat deze soort als bedreigd op de Rode Lijst van de IUCN. Er gelden strenge beperkingen voor de handel in deze vogel, want de soort staat in de Bijlage I van het CITES-verdrag.